# Koenraadkerk
De Koenraadkerk was een rooms-katholiek kerkgebouw aan Koenraadlaan 59 in het Eindhovense stadsdeel Strijp. Ze lag op de hoek van de Beukenlaan.
Deze kerk maakte deel uit van het kloostercomplex van de Kapucijnen en was gelegen aan de Bezemstraat, die later in Koenraadlaan werd omgedoopt. Het was tevens een parochiekerk.

## Geschiedenis
Ze werd gebouwd van 1937-1939 en werd toegewijd aan Koenraad van Parzham, die enkele jaren voordien heilig was verklaard. Reeds bestond er een parochiekerk in Strijp. Dit was de Sint-Trudokerk. Strijp breidde zich echter sterk in westelijke richting uit, onder meer met Drents Dorp, zodat een tweede kerk noodzakelijk werd. Het was een rectoraatskerk.
Reeds in 1970 was er sprake van ontkerkelijking en werd er een aanbeveling gedaan om de kerk te sluiten. Dit kon echter niet, omdat het gebouw eigendom was van de Kapucijnen. Pas op 25 november 1979 werd de kerk gesloten. Men zocht er een bestemming voor, maar die werd niet gevonden. Eind 1989 volgde de sloop. Kerk en klooster werden vervangen door een appartementencomplex. Slechts een deel van de kloostermuur is nog aanwezig.
De paters Kapucijnen betrokken het in 1955-1956 gebouwde klooster van de zusters Franciscanessen aan de Poeijersstraat. Omstreeks 2002 kwam ook daar een eind aan.

## Gebouw
Het bakstenen gebouw had een imposante ingang met een ronde boog, waarboven zich een roosvenster bevond. Ook het interieur was door zware, ronde, bakstenen bogen gekenmerkt. Een toren ontbrak, slechts een bescheiden klokkenruitertje sierde het dak. Rechts van de kerk bevond zich een typerend rond gebouwtje met puntdak.